# Hawks de Hartford
Les Hawks de Hartford sont le club omnisports universitaire de la Division III la NCAA de l'université de Hartford, située à West Hartford dans le Connecticut aux États-Unis. Membre de la Conference of New England (en), Hartford parraine des équipes dans huit sports masculins et neuf féminins au sein de la NCAA. Hartford avait été membre de la Division I America East Conference de 1984 à 2022, mais a annoncé qu'il déplacerait son programme sportif vers la Division III. L'université était une Division I indépendante pendant la première année de la transition en 2022-2023 avant de rejoindre la Commonwealth Coast Conference, maintenant connue sous le nom de Conference of New England.

## Sports de l'université
| Sports masculins | Sports féminins |
| ---------------- | --------------- |
| Athlétisme       | Athlétisme      |
| Baseball         | Basket-ball     |
| Basket-ball      | Cross country   |
| Cross country    | Crosse          |
| Crosse           | Football        |
| Football         | Golf            |
| Golf             | Softball        |
|                  | Volley-ball     |

### Golf masculin
| Champions d'America East | 1988, 1989, 1991, 1992, 1993, 1994, 1995, 2001, 2002, 2004, 2006, 2007 |

### Golf féminin
| Champions d'America East | 2005 |

### Football masculin
| Apparitions au tournoi NCAA                     | 1991, 1992, 1996, 1999 |
| Champions du tournoi America East               | 1989, 1991, 1992, 1999 |
| Champions de la saison régulière d'America East | 1996, 1999             |

### Soccer féminin
| Apparitions à la College Cup                       | 1992                                                                         |
| Apparitions au tournoi NCAA                        | 1989, 1990, 1991, 1992, 1994, 1995, 1997, 1998, 1999, 2000, 2001, 2002, 2006 |
| Champions du tournoi America East                  | 1994, 1995, 1997, 1998, 1999, 2002, 2006                                     |
| Champions de la saison régulière de l'America East | 1991, 1992, 1993, 1994, 1997, 1998, 1999, 2002, 2006, 2014, 2015, 2016, 2018 |

### Volley-ball
| Champions du tournoi America East                  | 1993 |
| Champions de la saison régulière de l'America East | 1993 |

## Installations sportives
| Sport                  | Infrastructures                                                   | Capacité    |
| ---------------------- | ----------------------------------------------------------------- | ----------- |
| Athlétisme (intérieur) | Pas de domicile                                                   |             |
| Athlétisme (extérieur) | Pas de domicile                                                   |             |
| Volley-ball            | Hartford Volleyball Arena                                         | 500         |
| Baseball               | Dunkin 'Donuts Park Fiondella Field                               | 6 121 1 000 |
| Basket-ball            | Chase Arena de Reich Family Pavilion                              | 4 017       |
| Cross-country          | Elizabeth Park                                                    |             |
| Golf                   | Hommes : Gillette Ridge Golf Club Femmes : Wampanoag Country Club |             |
| Football               | Al-Marzook Field d'Alumni Stadium                                 | 2 500       |
| Lacrosse               | Al-Marzook Field d'Alumni Stadium                                 | 2 500       |
| Softball               | Hartford Softball Field                                           | 1 000       |